# Hedysarum wakhanicum
Hedysarum wakhanicum là một loài thực vật có hoa trong họ Đậu. Loài này được Podlech & Anderson miêu tả khoa học đầu tiên.